# Dirty South
Dragan Rognovic, bedre kendt som Dirty South er en DJ og producer fra Australien.